# Disorygma curtum
Disorygma curtum är en stekelart som först beskrevs av Giraud 1860.  Disorygma curtum ingår i släktet Disorygma, och familjen glattsteklar. Arten är reproducerande i Sverige.